# Another Live
Albums de Utopia
Todd Rundgren's Utopia
(1974) Ra
(1977)
Another Live est le deuxième album du groupe Utopia, sorti en 1975. Il est enregistré durant divers concerts en août 1975, notamment lors de celui donné à la Patinoire Wollman de Central Park (New York) le 25 août.

## Titres

### Face 1
1. Another Life (Rundgren, Schuckett) – 7:37
2. The Wheel (Rundgren) – 7:04
3. The Seven Rays (Rundgren, Siegler) – 8:52

### Face 2
1. Intro/Mister Triscuits (Powell) – 5:27
2. Something's Coming (Bernstein, Sondheim) – 2:51
3. Heavy Metal Kids (Rundgren) – 4:16
4. Do Ya (Lynne) – 4:12
5. Just One Victory (Live) (Rundgren) – 5:37

## Musiciens
- Todd Rundgren : chant, guitare
- Moogy Klingman : harmonica, glockenspiel, synthétiseur Korg, claviers, chant
- Ralph Schuckett : basse, accordéon, clavinet, claviers, chant
- Roger Powell : synthétiseur, Moog, trompette, claviers, chant
- John Siegler : basse, violoncelle, chant
- John 'Willie' Wilcox : batterie